# Jilotepec (Veracruz)
Jilotepec es una localidad del estado mexicano de Veracruz. Es cabecera del municipio de Jilotepec.

## Demografía
| Censo | Población |
| ----- | --------- |
| 1900  | 1 190     |
| 1910  | 1 122     |
| 1921  | 1 097     |
| 1930  | 1 104     |
| 1940  | 1 129     |
| 1950  | 1 067     |
| 1960  | 1 314     |
| 1970  | 1 691     |
| 1980  | 2 120     |
| 1990  | 2 826     |
| 1995  | 3 097     |
| 2000  | 3 151     |
| 2005  | 3 363     |
| 2010  | 3 871     |
| 2020  | 4 309     |